# Burg Ueda
Die Burg Ueda (japanisch 上田城, Ueda-jō, weitere Namen sind Amagafuji-jō (尼ヶ淵城) und Matsuo-jō (松尾城)) befindet sich in der Stadt Ueda (Präfektur Nagano). In der Edo-Zeit residierten dort zuletzt ein Zweig der Fujii-Matsudaira als Fudai-Daimyō.

## Burgherren in der Edo-Zeit
- Ab 1601 Sanada Yukimura mit einem Einkommen von 95.000 Koku,
- ab 1622 die Sengoku mit 60.000 Koku,
- ab 1706 ein Zweig der Fujii-Matsudaira mit 48.000 Koku.

## Geschichte

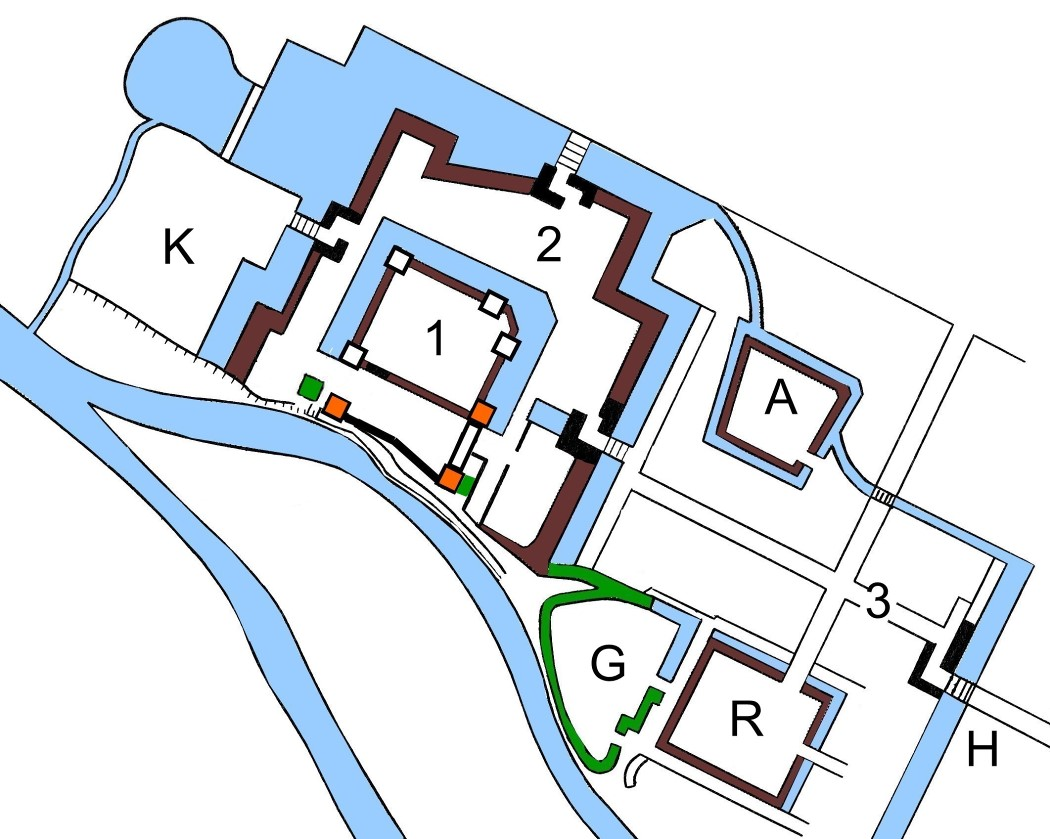
Burg Ueda: 1: Hommaru,
2: Ni-no-maru, 3: San-no-maru, Braun: Erdwälle, Grün: trockene Gräben (Weitere Angaben im Text)

Die Burg Ueda wurde im Jahr 1583 von Sanada Masayuki (真田 昌幸; 1547–1611) so gut erbaut, dass sie den beiden Belagerungen der Tokugawa in den Jahren 1585 und 1600 erfolgreich widerstand.
Nach der gewonnenen Schlacht von Sekigahara wurde Masayuki versetzt, die Tokugawa ließen die Burg abreißen. Nach dem Abriss erhielt jedoch Masyukis Sohn Nobuyuki (信之; 1566–1658) das Gebiet. Er baute sich einen Wohnsitz, Oyakata (御屋形) genannt, auf dem hinteren Teil des ehemaligen San-no-maru-(三ノ丸)-Bereiches. Die inneren Bereiche, das Hommaru (本丸) und das Ni-no-maru (二ノ丸) bauten dann die Sengoku ab 1626 wieder auf.

## Anlage
Die Burg Ueda ist auf einer Anhöhe über einem Seitenarm des Flusses Chikuma (千曲川), dem Amagafuchi (尼が淵), erbaut worden. Das Hommaru besaß sieben zweistöckige Wachtürme, in den Ecken des Ni-no-maru finden sich Basen für Wachtürme. In der Edo-Zeit existierte keine Residenz im Hommaru und im Ni-no-maru, sie befand sich im San-no-maru.
Die Nordostecken im Hommaru und Ni-no-maru sind jeweils zurückgenommen, das könnte die Bedeutung eines Kimon-yoke (鬼門除け) haben, das heißt, „dem Teufel kein Einfallstor im Nordosten geben“. Im Hommaru standen daher im Nordosten statt eines Eckturms zwei eng benachbarte Türme. Im San-no-maru lagen die Residenz [R], ein Arbeitsbereich [A] und ein Kräutergarten [G]. Dort befand sich auch das Haupttor [H], das die Burg mit der Außenwelt verband. An der Westseite wurde die Burg durch den Koizumi-Bereich (小泉曲輪, Koizumi-kuruwa) geschützt.
Heute existieren an der Südseite des Hommaru noch der Nord-, West und Süd-Wachturm, in dem Plan orange markiert. Der Nord- und Südwachturm war in der Meiji-Zeit abgerissen und nach draußen umgesetzt worden. Sie wurden aber im Zuge von Bauarbeiten ab 1943 wieder an ihren alten Platz zurückversetzt. 1994 wurde das östliche Tor, Higashi-Koguchi yaguramon (東虎口櫓門), des Hommaru und ein Stück des der trockenen Grabens wiederhergestellt.
Im Sanada-Schrein (真田神社, Sanada-jinja) im Hommaru werden die Vorfahren der Sanada verehrt. Ein weiterer Schrein im Ni-no-maru ist der Shōkon-sha (招魂社). Das Gelände der Residenz im San-no-maru wird heute von der Ueda-Oberschule genutzt.

## Bilder

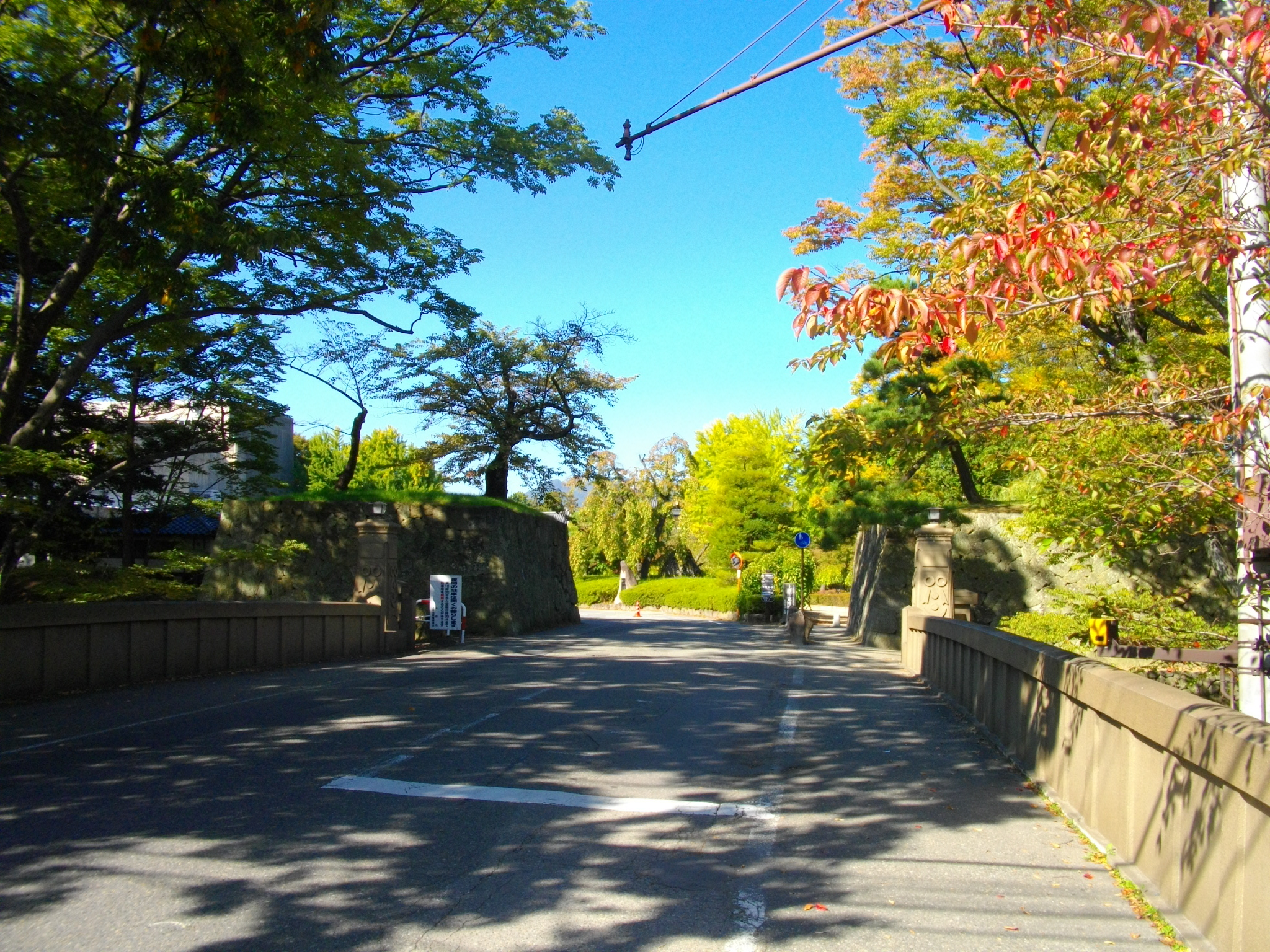
Am ehem. Haupttor
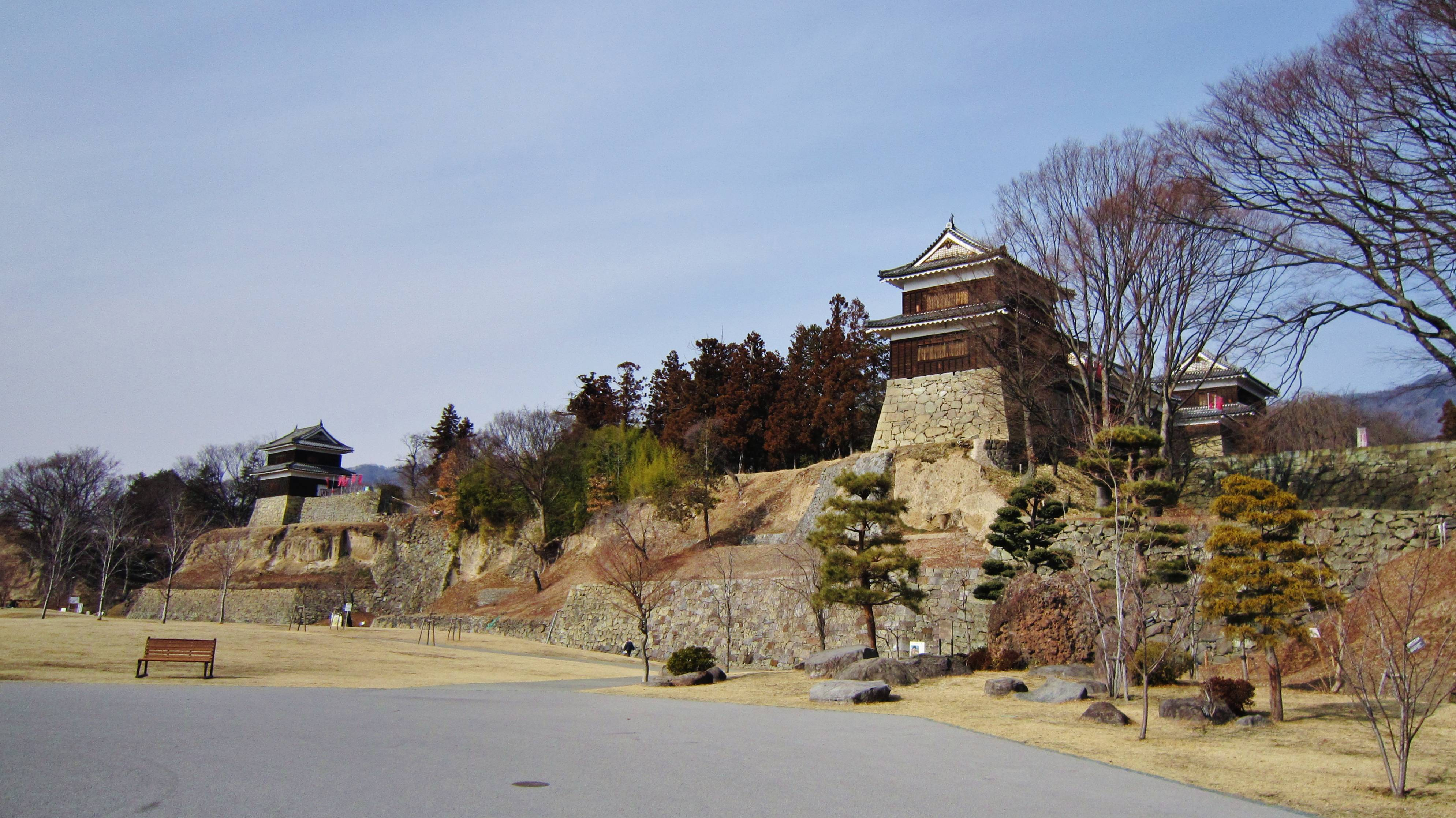
Die Amagafuchi-Seite mit Südwachturm (vorn) und Westwachturm (hinten)
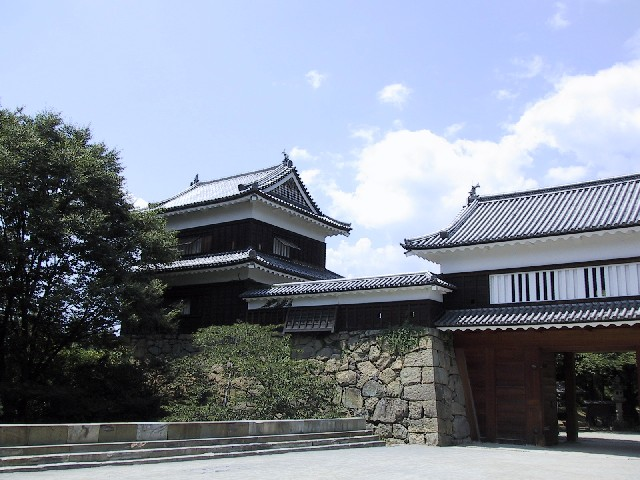
Osttor mit Südwachturm
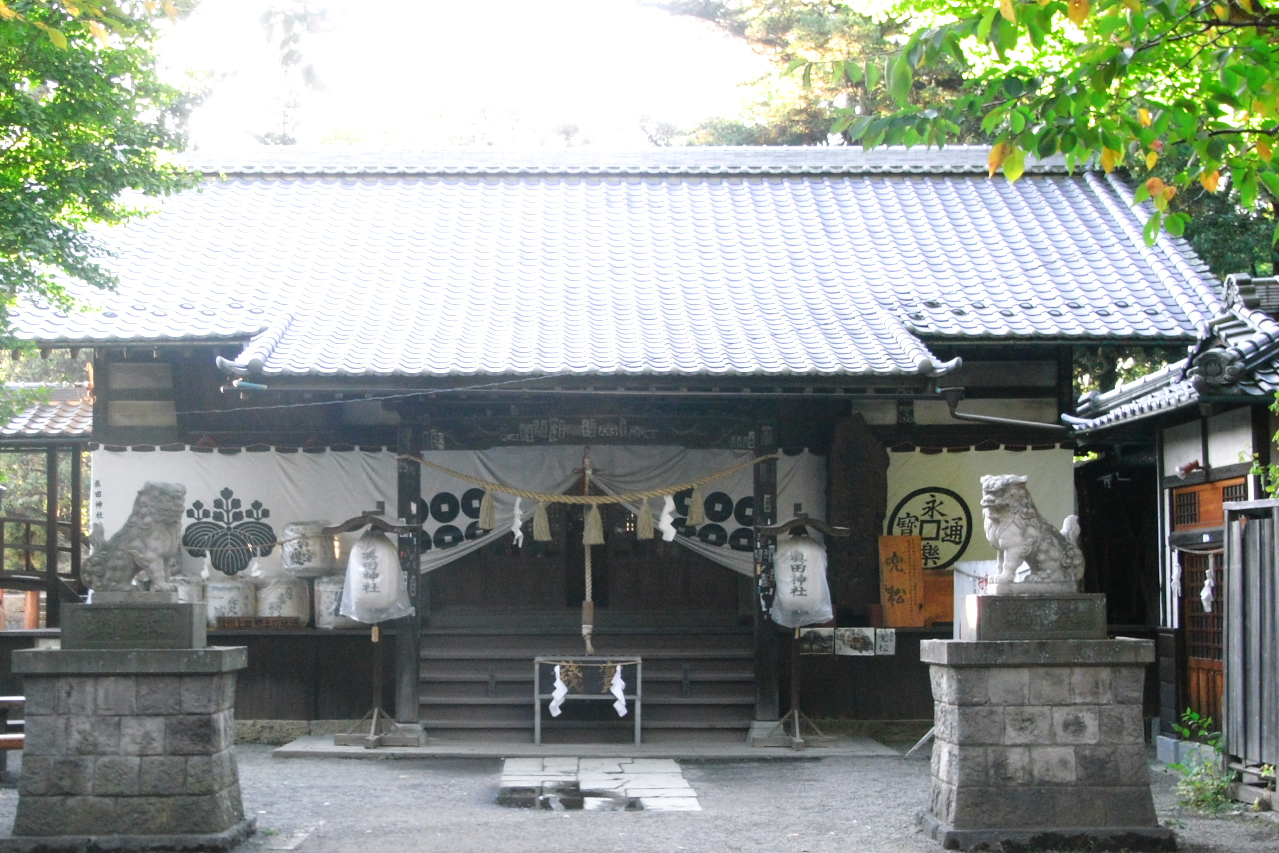
Sanada-Schrein